# 盾半齒脂鯉
盾半齒脂鯉，為輻鰭魚綱脂鯉目脂鯉亞目半齒脂鯉科的其一種，分布於南美洲巴西Parnaíba河流域，體長可達14.6公分，棲息在底中層水域，生活習性不明。